# 스템 (자전거)
스템(영어: stem)은 자전거 손잡이를 자전거 포크에 연결하는 부품이다. 거위 목(영어: goose neck)으로도 불렸다. 퀼(quill)과 스레드리스(threadless) 형식이 있는데 각각 헤드셋과 포크 모양에 따라 맞추어 쓴다.

## 퀼 스템
원래 쓰이던 형태의 스템으로 일반 생활형 자전거에 많이 쓰인다. 포크 위에 바로 끼워 쓸 수 있도록 되어있다.

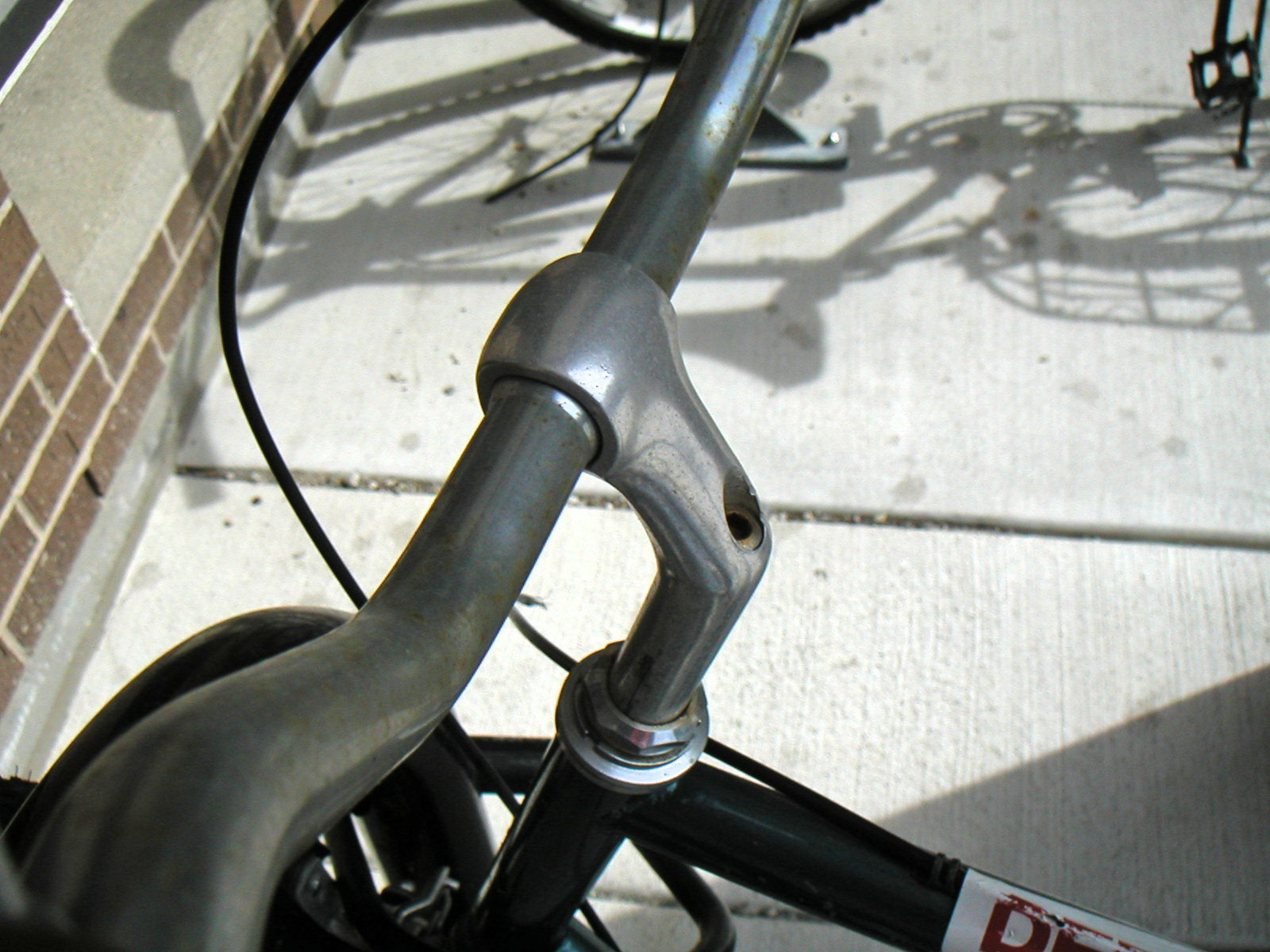
단조 알루미늄 재질의 퀼 스템
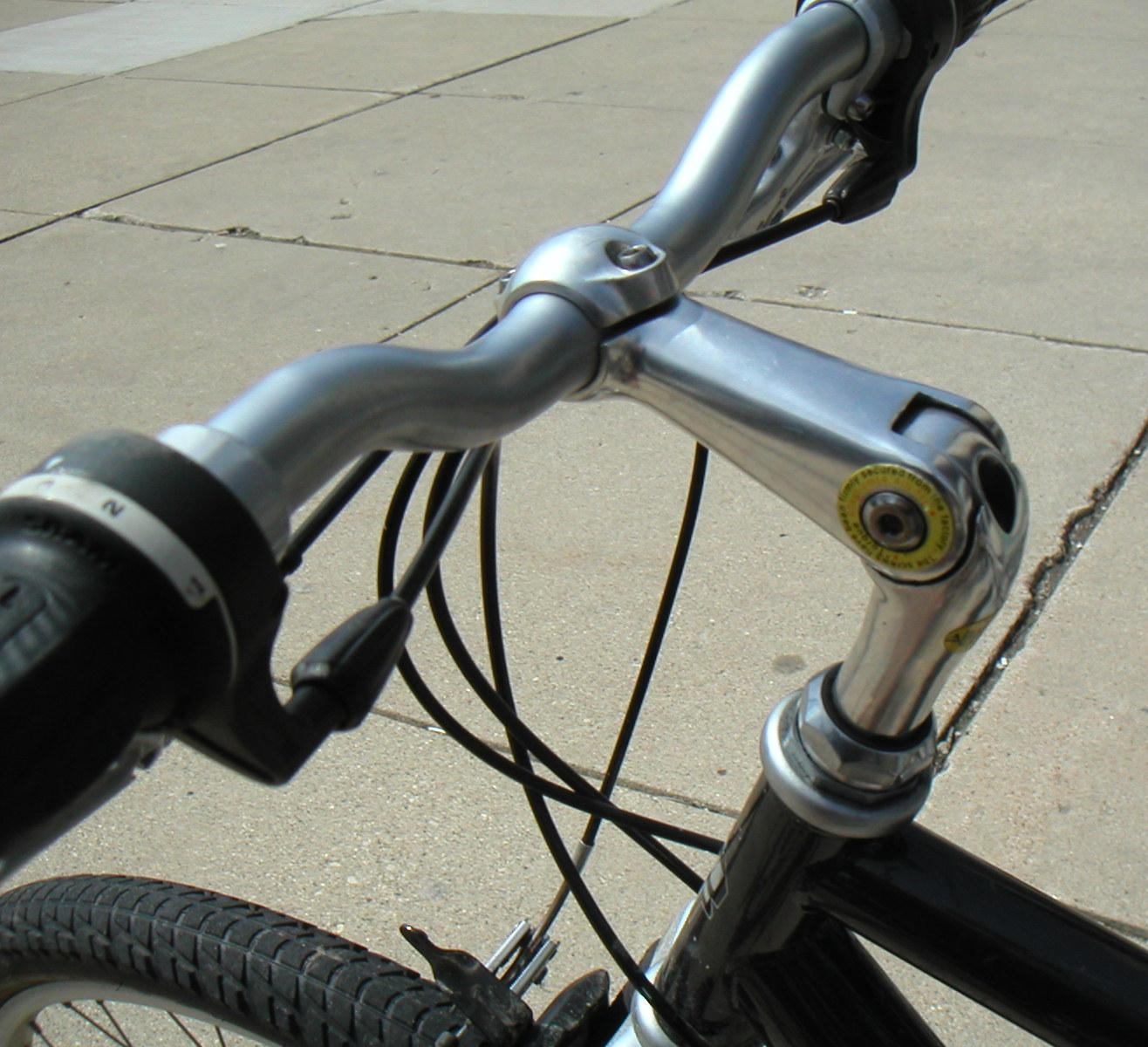
조절 가능한 퀼 스템
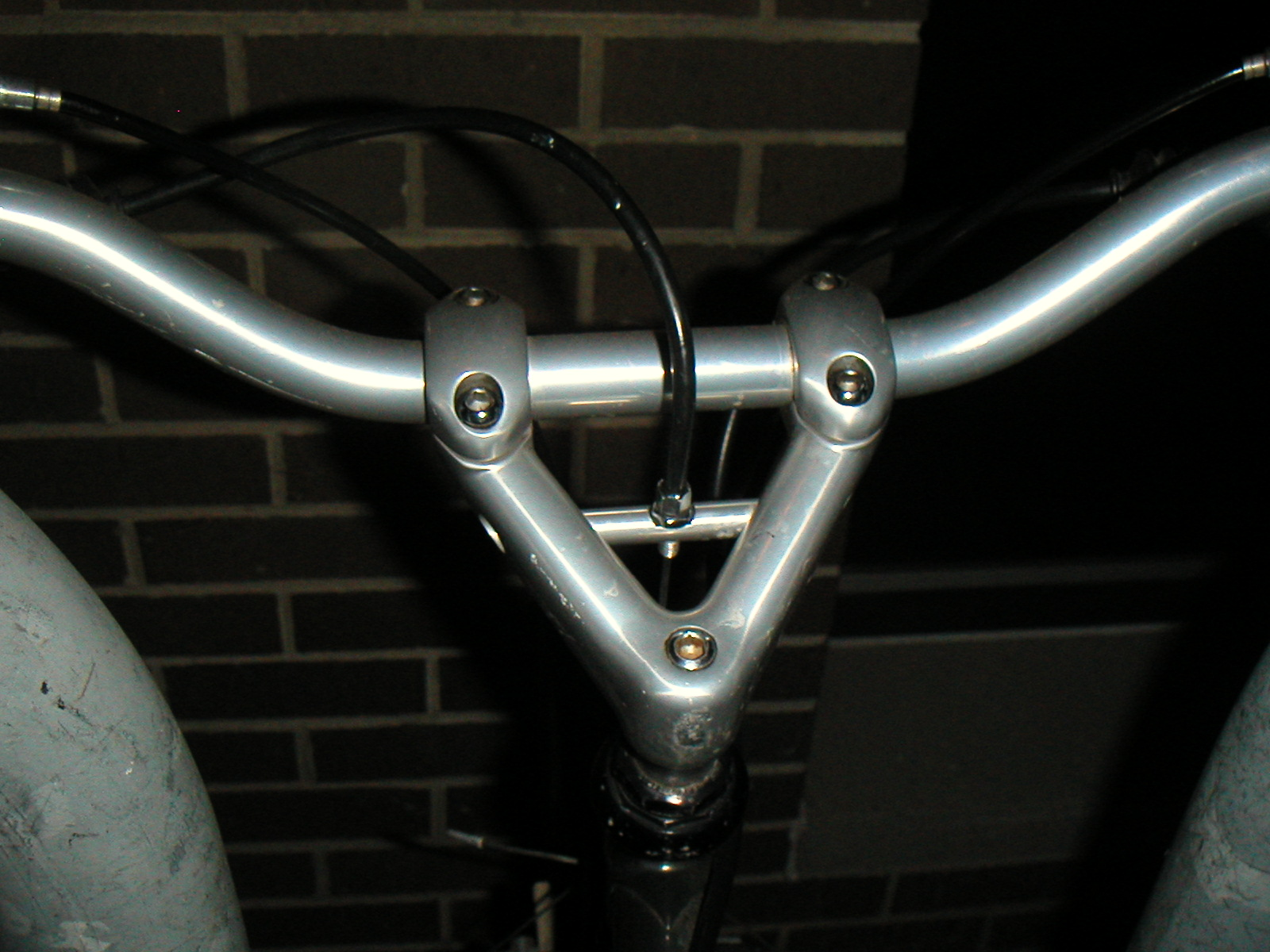
1980년대 중반에 나온 새총 퀼 스템, 제동기 케이블 지지대도 달려 있다
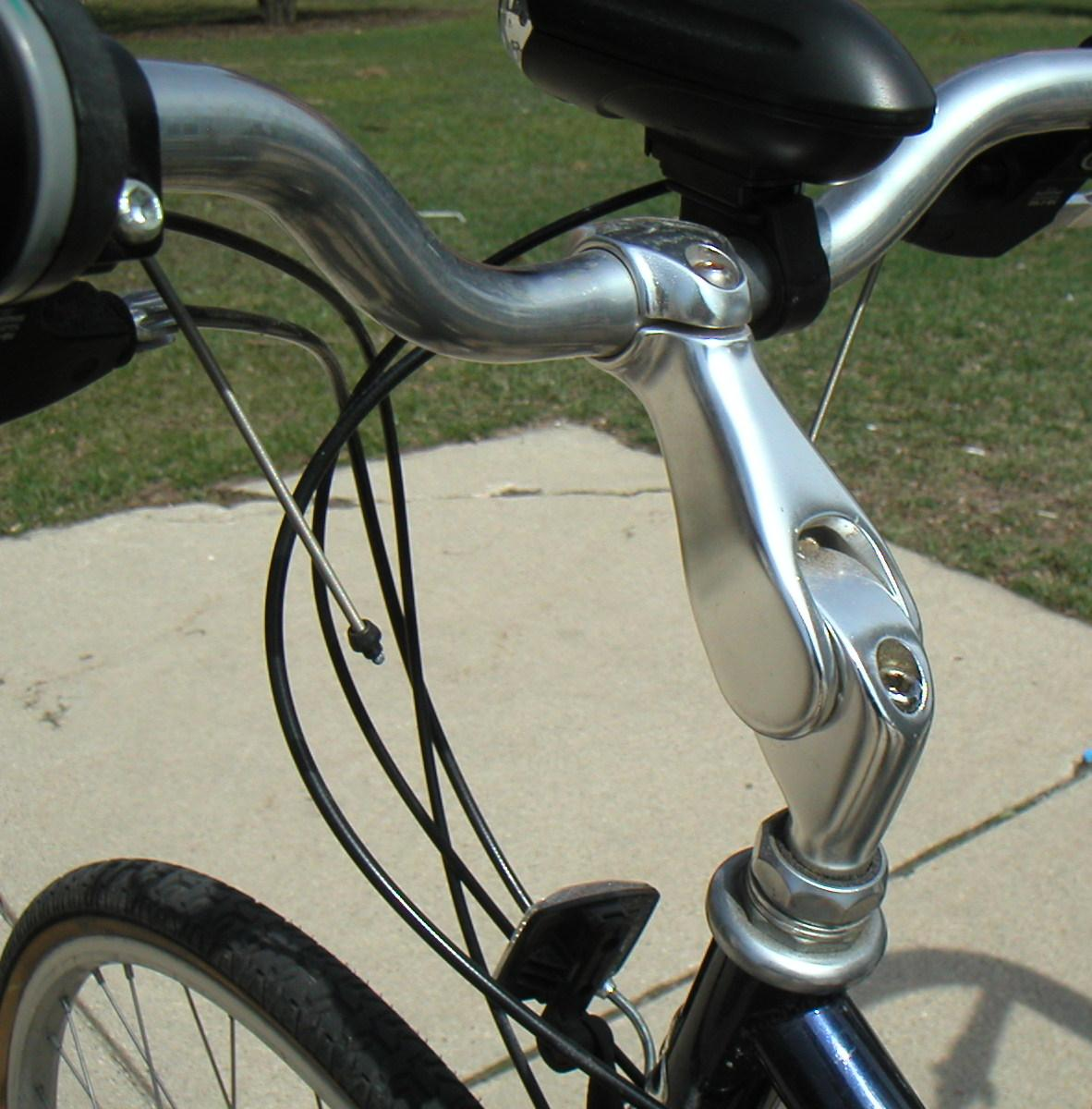
조절 가능한 퀼 스템
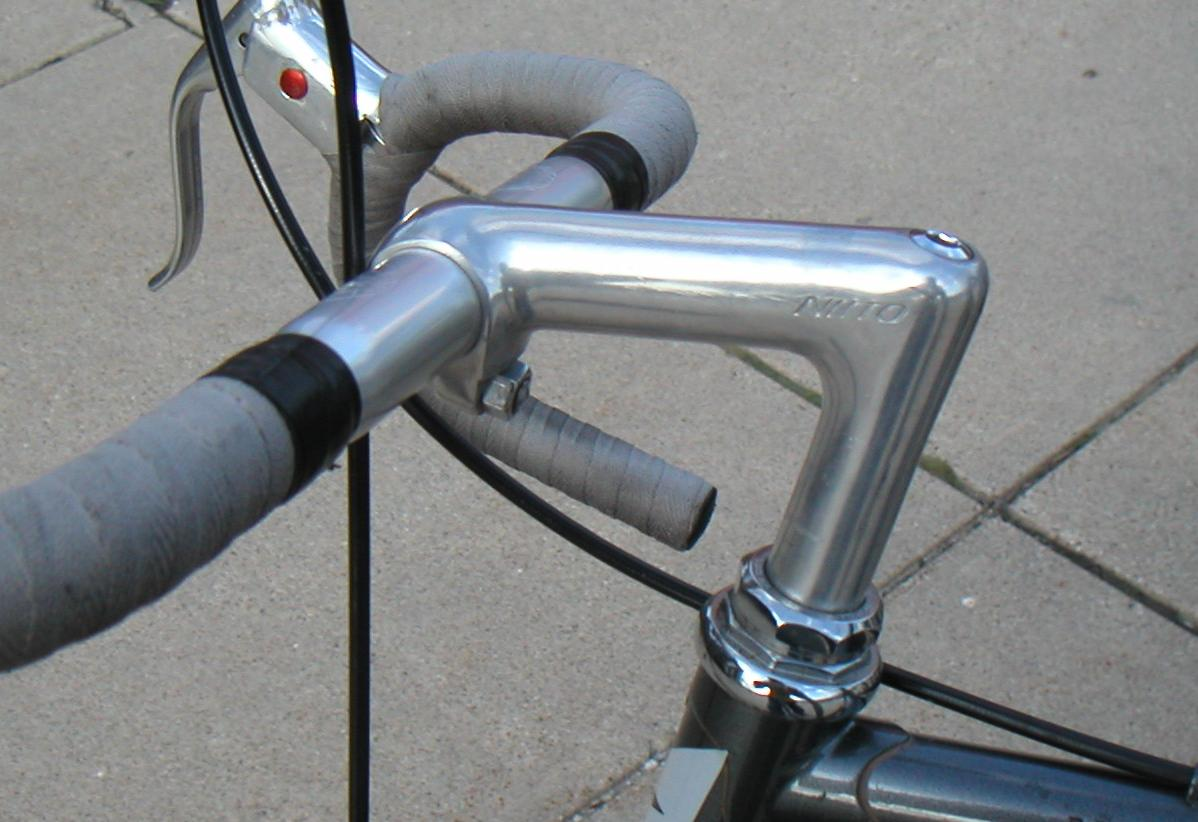
전통적인 도로 자전거 퀼 스템

## 스레드리스 스템
산악 자전거나 도로 자전거 등 전문용 자전거에 많이 쓰인다.

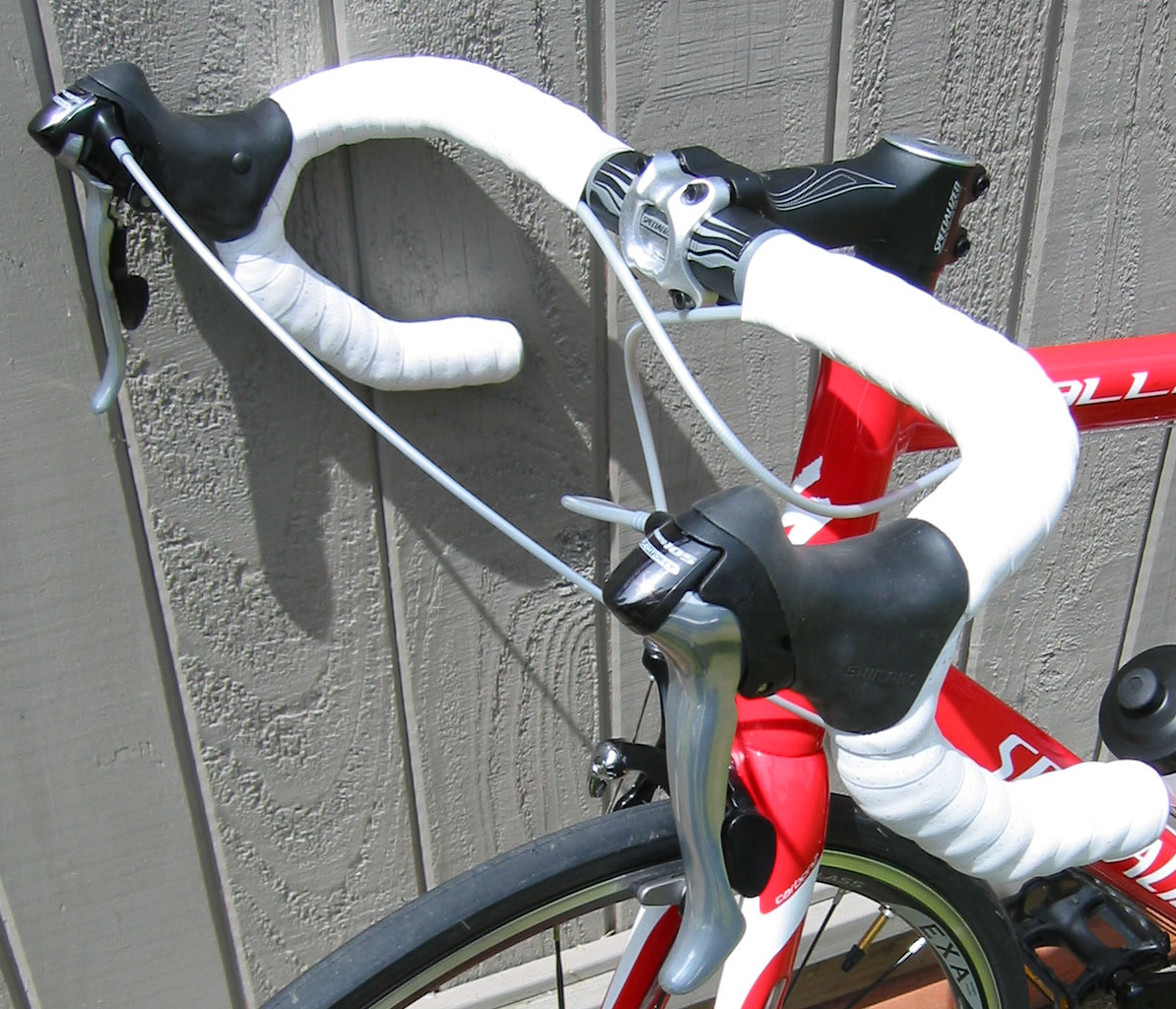
드랍 손잡이를 갖춘 도로 자전거에 달린 스레드리스 스템
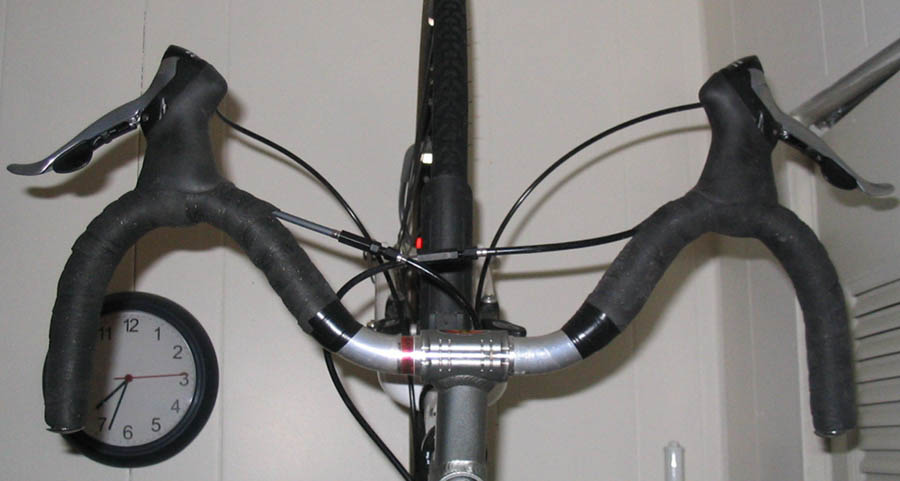
머스태시 손잡이를 고정하는 스레드리스 스템이 달린 사이클로크로스 자전거
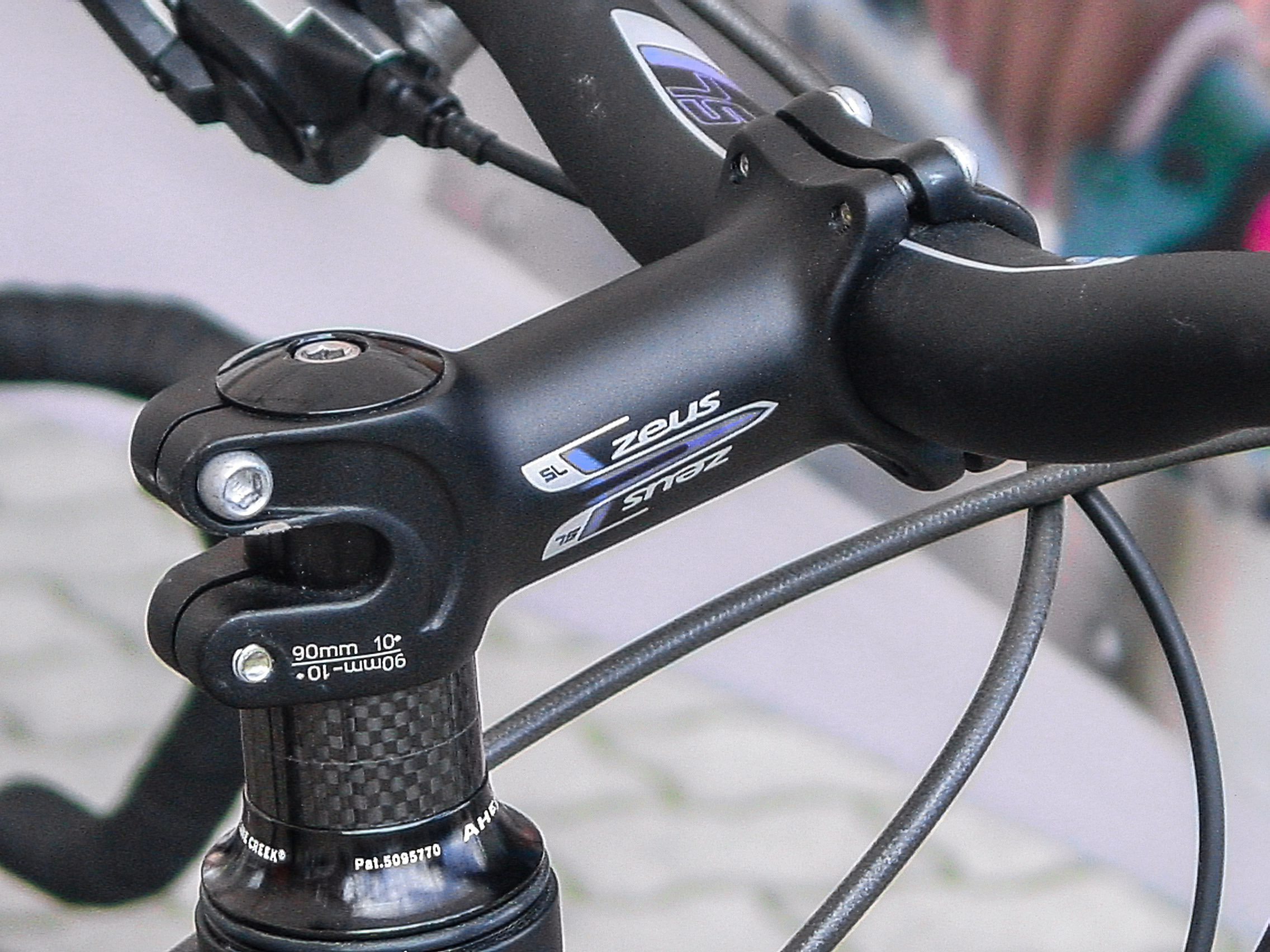
90mm 규격의 스레드리스 스템
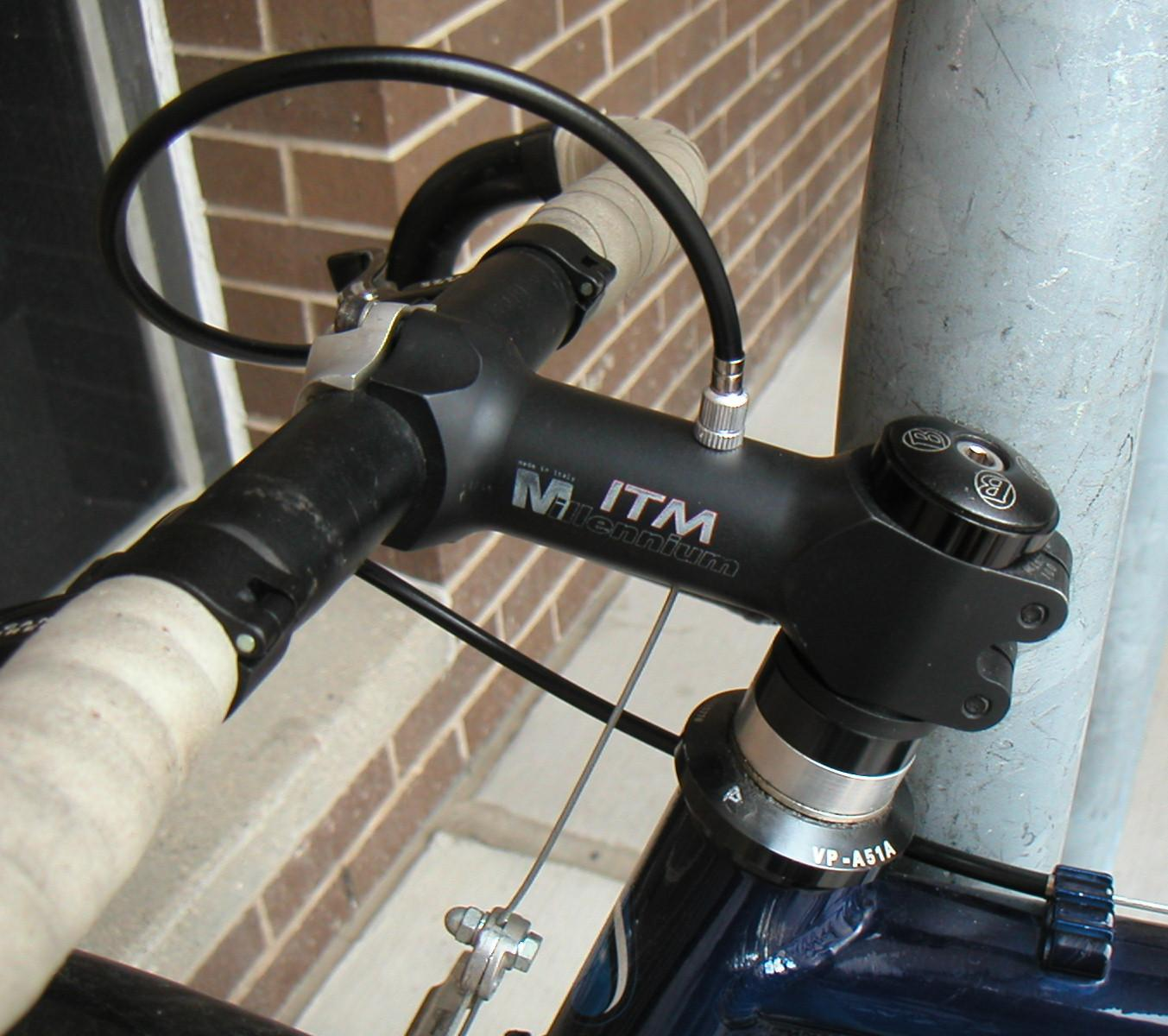
케이블 구멍이 달린 스레드리스 스템

## 같이 보기
- 자전거 포크
- 자전거 손잡이